# Elías Piña
Elías Piña är en provins i västra Dominikanska republiken, med gräns mot Haiti. Provinsen har cirka 65 000 invånare. Den administrativa huvudorten är Comendador.
Elías Piña skapades 1942 från en del av provinsen San Juan under namnet San Rafael, blev Estrelleta 1965 och 1972 Elías Piña.

## Administrativ indelning
Provinsen är indelad i sex kommuner:
- Bánica, Comendador, El Llano, Hondo Valle, Juan Santiago, Pedro Santana